# Hugo "Hurley" Reyes
Hugo "Hurley" Reyes is een personage uit de Amerikaanse televisieserie Lost. De rol wordt vertolkt door Jorge Garcia. 
Overlevende Hugo "Hurley" Reyes won enkele weken voor het ongeluk via de lotto een prijs van 114 miljoen dollar. Na het winnen hiervan leek hij alleen nog maar te worden getroffen door pech. Zijn opa stierf aan een hartinfarct, Hurleys eerste zaak werd getroffen door een meteoriet, Hurley's nieuwe huis brandde al af voordat hij er in kon trekken, hij werd gearresteerd voor het bezit van drugs en z'n moeder raakte meerdere keren ernstig gewond. Ervan overtuigd dat de lottonummers het ongeluk brengen, gaat Hurley naar Australië om een man op te zoeken die met dezelfde nummers ook een prijs heeft gewonnen. Hurley ontdekt dat deze man net zoveel pech had, en zelfs uiteindelijk zelfmoord heeft gepleegd.
Hurley behoort ook tot de Oceanic 6, maar komt later weer terug naar het eiland. 
Hugo Reyes komt in alle 6 seizoenen van de serie voor.